# Список персонажей телесериала «Зачарованные»
«Зачарованные» — американский телесериал о трёх сёстрах-ведьмах, обладающих магической силой. В сериале постоянно было три главных героини (после третьего сезона один главный персонаж был заменён другим), несколько центральных и множество сопутствующих, второстепенных и эпизодических персонажей.

## Таблица персонажей сериала
| Главные персонажи | Сезон            | Сезон            | Сезон            | Сезон            | Сезон            | Сезон            | Сезон            | Сезон            | Сезон |
| Главные персонажи | 1 сезон          | 2 сезон          | 3 сезон          | 4 сезон          | 5 сезон          | 6 сезон          | 7 сезон          | 8 сезон          |       |
| ----------------- | ---------------- | ---------------- | ---------------- | ---------------- | ---------------- | ---------------- | ---------------- | ---------------- | ----- |
| Прю Холливелл     | Шеннен Доэрти    | Шеннен Доэрти    | Шеннен Доэрти    |                  |                  |                  |                  |                  |       |
| Пайпер Холливелл  | Холли Мари Комбс | Холли Мари Комбс | Холли Мари Комбс | Холли Мари Комбс | Холли Мари Комбс | Холли Мари Комбс | Холли Мари Комбс | Холли Мари Комбс |       |
| Фиби Холливелл    | Алисса Милано    | Алисса Милано    | Алисса Милано    | Алисса Милано    | Алисса Милано    | Алисса Милано    | Алисса Милано    | Алисса Милано    |       |
| Пейдж Мэтьюз      |                  |                  |                  | Роуз Макгоуэн    | Роуз Макгоуэн    | Роуз Макгоуэн    | Роуз Макгоуэн    | Роуз Макгоуэн    |       |
| Лео Уайатт        | Брайан Краузе    | Брайан Краузе    | Брайан Краузе    | Брайан Краузе    | Брайан Краузе    | Брайан Краузе    | Брайан Краузе    | Брайан Краузе    |       |
| Деррил Моррис     | Дориан Грегори   | Дориан Грегори   | Дориан Грегори   | Дориан Грегори   | Дориан Грегори   | Дориан Грегори   | Дориан Грегори   |                  |       |
| Коул Тёрнер       |                  |                  | Джулиан Макмэхон | Джулиан Макмэхон | Джулиан Макмэхон |                  | Джулиан Макмэхон |                  |       |
| Крис Холливелл    |                  |                  |                  |                  |                  | Дрю Фуллер       | Дрю Фуллер       | Дрю Фуллер       |       |
| Энди Трюдо        | Тед Кинг         |                  |                  |                  |                  |                  |                  |                  |       |
| Дэн Гордон        |                  | Грег Воган       |                  |                  |                  |                  |                  |                  |       |
| Билли Дженкинс    |                  |                  |                  |                  |                  |                  |                  | Кейли Куоко      |       |

| Пенни Холливелл             | Дженнифер Родс | Дженнифер Родс | Дженнифер Родс | Дженнифер Родс  | Дженнифер Родс  | Дженнифер Родс              | Дженнифер Родс              | Дженнифер Родс              |
| Пэтти Холливелл             | Финола Хьюз    | Финола Хьюз    | Финола Хьюз    | Финола Хьюз     | Финола Хьюз     |                             | Финола Хьюз                 | Финола Хьюз                 |
| Виктор Беннет               | Энтони Денисон |                | Джеймс Рид     | Джеймс Рид      | Джеймс Рид      | Джеймс Рид                  | Джеймс Рид                  | Джеймс Рид                  |
| Мелинда Уоррен              | Тайлер Лэйтон  |                | Мария Рид      |                 |                 |                             |                             |                             |
| Сэм Вилдер                  |                | Скотт Джэк     |                |                 | С. Джэк         |                             |                             | С. Джэк                     |
| Элис Ротман                 |                |                |                | Ребекка Болдинг | Ребекка Болдинг | Ребекка Болдинг             | Ребекка Болдинг             | Ребекка Болдинг             |
| Шейла Моррис                |                |                |                |                 | Сандра Проспер  | Сандра Проспер              | Сандра Проспер              |                             |
| Джэйсон Дин                 |                |                |                |                 | Эрик Дэйн       | Эрик Дэйн                   |                             |                             |
| Уайатт Холливел (маленький) |                |                |                |                 |                 | Кристофер и Джейсон Саймонс | Кристофер и Джейсон Саймонс | Кристофер и Джейсон Саймонс |
| Уайатт Холливел (взрослый)  |                |                |                |                 |                 | Уэс Рэмси                   | Уэс Рэмси                   | Уэс Рэмси                   |

| Инспектор Шеридан |                 |               |                                           |                                           |              | Джени Лано      | Джени Лано   |                   |
| Рекс Баклэнд      | Нейл Робертс    |               |                                           |                                           |              |                 |              |                   |
| Ханна Вебстер     | Ли-Эллин Бейкер |               |                                           |                                           |              |                 |              |                   |
| Барбас            | Билли Драго     | Билли Драго   |                                           |                                           | Билли Драго  | Билли Драго     | Билли Драго  |                   |
| Хозяин            | Петер Вудворд   | Петер Вудворд | Петер Вудворд, Джулиан Макмэхон (4 сезон) | Петер Вудворд, Джулиан Макмэхон (4 сезон) |              |                 |              |                   |
| Триада            |                 | разл. актёры  | разл. актёры                              |                                           |              |                 |              | разл. актёры      |
| Бальтазар         |                 |               | Майкл Смит                                | Майкл Смит                                | Майкл Смит   |                 |              |                   |
| Сир (Провидица)   |                 |               |                                           | Дебби Морган                              | Дебби Морган |                 |              |                   |
| Гидеон            |                 |               |                                           |                                           |              | Гилдарт Джексон |              |                   |
| Аватары           |                 |               |                                           |                                           | разл. актёры |                 | разл. актёры |                   |
| Занку             |                 |               |                                           |                                           |              |                 | Одед Фер     |                   |
| Кристи Дженкинс   |                 |               |                                           |                                           |              |                 |              | Марнетт Паттерсон |

## Главные герои
- Пруденс (Прю) Холливелл, англ. Prudence Halliwell (исполнитель роли Шеннен Доэрти) (Сезоны: 1—3) — озвучка: Галина Исхакова (1-3 сезоны).

Старшая из Зачарованных, дочь Пэтти Холливелл и Виктора Беннета. В связи с ранней смертью матери, Прю взяла на себя заботу о младших сёстрах, что сказалось на её характере. Обладает силой телекинеза. В первой серии, когда её сила ещё была нестабильна, могла спонтанно перемещать предметы даже из одного места в другое. Затем она обнаружила, что её сила «запускается» от гнева. В начале первого сезона она перемещала предметы глазами, а в конце научилась действовать руками. Также Прю могла создавать астральную проекцию, то есть перемещать свой дух в пространстве, однако её астральное тело не обладало силой, а сама Прю при этом как бы спала. В одной из серий третьего сезона Прю случайно получила силу эмпата, с помощью которой её астральная проекция и сама Прю смогли «бодрствовать» одновременно; в конце этой же серии отказалась от этой силы. Во время путешествия Зачарованных в будущее становится известно, что со временем её сила телекинеза сможет запускать настоящую взрывную волну. После смерти в первом сезоне Энди Трюдо в личной жизни Прю наступил большой перерыв. Спустя три года после обретения своей силы погибает от руки демонического «киллера» Шэкса, который состоял на службе у Источника Зла.
Работала в аукционном доме «Баклэнд», чтобы обеспечивать младших сестёр. Но вскоре Прю узнала, во что её превратит нелюбимая работа, и решила воплотить в жизнь свою давнюю мечту — работать фотографом в журнале.
(подробнее…)
- Пайпер Ширли Холливелл, англ. Piper Halliwell (исполнитель роли Холли Мари Комбс) — озвучка: Ольга Голованова (первые 2, несколько серий 3 сезона сезона и с 7-8 сезоны), Жанна Никонова (часть 3 сезона), Галина Исхакова (4-6 сезоны).

Средняя Зачарованная и вторая дочь Пэтти Холливелл и Виктора Беннета. В начале сериала умеет только останавливать («замораживать») время, что происходит, когда что-то её пугает. Затем научилась контролировать свою силу. В последующем сумела развить свою силу так, что смогла взрывать предметы во время приступов гнева (третий сезон). Сила Пайпер в сериале объясняется тем, что она может останавливать или наоборот ускорять движение молекул. Великолепно варит зелья, так как Пайпер по профессии — повар. Однако поваром ей поработать не удаётся: сначала Пайпер занимает должность менеджера ресторана «Квейк», а затем с помощью сестёр открывает свой ночной клуб «Р3», что помогает решить финансовые проблемы семьи Холливелл. В конце 8 сезона открывает свой ресторан. По характеру Пайпер самая скромная и тихая из сестёр — бабушка часто называла её «сердцем» семьи. Тяжело переживала смерть Прю и не сразу приняла новую сестру Пейдж и свою новую роль старшей сестры. К середине сериала становится «самой сильной ведьмой из ныне живущих». Родила на протяжении сериала троих детей — Уайатта, Криса и Мелинду — от брака со своим хранителем Лео Уайттом. Пайпер больше всех из сестёр стремится к нормальной жизни, однако практически всегда с готовностью вступает в схватку со Злом для защиты невинных.
(подробнее…)
- Фиби Холливелл, англ. Phoebe Halliwell (исполнитель роли Алисса Милано) — озвучка: Мария Овчинникова и иногда Ольга Голованова (в 6 сезоне)

Дочь Пэтти Холливелл и Виктора Беннета. Младшая Зачарованная (до 4 сезона). Может видеть будущее и прошлое, в третьем сезоне научилась левитации, впоследствии получила силу эмпата. Но в шестом сезоне потеряла активные силы. Великолепно пишет заклинания, что нередко спасает сестёр при отсутствии такого в «Книге Таинств». К концу сериала её сила предвидения стала позволять ей общаться с самой собой в будущем. В начале сериала была самой непутёвой сестрой и до четвёртого сезона не имела постоянной работы. В течение сериала Фиби закончила брошенный ранее колледж и получила работу автором колонки советов в журнале «The Bay Mirror», затем получила докторскую степень по психологии. Её карьера в журналистике развивалась бурными темпами, что сделало Фиби очень популярной в городе. Из всех сестёр Фиби больше всех имеет склонность ко Злу — она была злой в прошлой жизни; после брака с Коулом Тёрнером в его бытность Источником Зла стала Королевой Подземного мира. Фиби на протяжении сериала отличилась большим количеством связей, однако неудачный брак с Коулом и последующие разочарования чуть не заставили её отказаться от любви. В конце сериала Купидон, посланный помочь Фиби снова полюбить, влюбляется в неё. Фиби отвечает ему взаимностью и в заключительных сериях они женятся. У Фиби родились три девочки.
(подробнее…)
- Пейдж Мэтьюс, англ. Paige Matthews (исполнитель роли Роуз Макгоуэн) (Сезоны: 4—8) — озвучка: Жанна Никонова (4-8 сезоны).

Единоутробная и самая младшая сестра Зачарованных. Мать — Пэтти Холливелл, отец — её ангел-хранитель Самуэль. Работала в социальной службе. Но начиная с пятого сезона не имеет постоянной работы — для того, чтобы развивать свои способности (в шутку утверждает, что «работает ведьмой на постоянной основе»). Долгое время отрицала свою вторую половину хранителя (до конца седьмого сезона). Может перемещаться сама и перемещать предметы. Изменяет внешность как хранитель, научилась лечить в восьмом сезоне. Секрет её возможностей в том, что силы хранителя и ведьмы смешались, и вместо того чтобы передвигать предметы, она перемещает их, после того как назовет его. В связи с кризисом в Школе Магии взяла на себя управление ею. К концу сериала одинаково хорошо смогла управляться и с обязанностями ведьмы, и с обязанностями хранителя. В конце сериала вышла замуж за простого смертного, офицера полиции Генри и родила сына и девочек-близняшек.
(подробнее…)

## Сопровождающие

### Лео Уайатт
Лео Уайатт (англ. Leo Wyatt) — хранитель Зачарованных. Также имеет других подопечных в разных уголках мира. Муж Пайпер Холливелл. Актёр: Брайан Краузе.
Родился 6 мая 1924 года в Сан-Франциско, сын Кристофера Уайатта. Работал врачом в армии США во времена Второй мировой войны. Пацифист. Был женат на женщине по имени Лиллиан. В 1960-х годах подружился с Пенни и Алленом Холливеллами, бабушкой и дедушкой Зачарованных.
Был послан старейшинами как хранитель Зачарованных, о чём на первых порах те не подозревали. До того, как объявить сёстрам о том, что он является их хранителем, Лео работал разнорабочим в их особняке. Сначала за его внимание сражались Фиби и Пайпер, но затем Фиби поняла, что делает это только для того, чтобы Пайпер ревновала. В серии «Помогите Максу» (англ. «Secrets and Guys») Фиби обнаружила Лео висящим в воздухе возле люстры, и тот признался, что он хранитель Зачарованных. Когда Лео был ранен ядовитой стрелой тёмного хранителя, Пайпер вылечила его. По правилам между хранителями и ведьмами не может быть отношений, поэтому Лео несколько раз уходил от сестёр, но в конце концов ему удалось жениться на Пайпер. В последних двух сезонах становился Старейшиной и Аватаром. Также был простым смертным, преподавал в Школе Магии. От брака с Пайпер имеет двух сыновей — Уайатта Мэттью Холливелла и Кристофера Перри Холливелла.
Будучи хранителем (а затем Старейшиной) Лео умел телепортироваться в любое место; исцелять, подводя руки к ране; слышать зов своих подопечных и старейшин на любом расстоянии (кроме подземного мира), появляться там, где они находятся, и постоянно поддерживать с ними контакт, чувствовать их страдания или смерть. Также имеет редко используемые способности стирать память, внушать что-либо, принимать облик других и летать. Как и все хранители, Лео бессмертен. Единственные, кто способен уничтожить его как хранителя — тёмные хранители. Несмотря на бессмертие, Лео уязвим перед всеми носителями магии (например, замораживающей и взрывающей силой Пайпер). Может чувствовать физическую боль, как обычный смертный.
Лео очень добрый, спокойный и надежный. Будучи Хранителем, ненавидит насилие и войны. Обожает свою жену Пайпер и детей, в хороших отношениях с Фиби и Пейдж. Переживал смерть Прю (он не успел исцелить её), но сумел справиться и помог Пайпер пережить утрату сестры. Помогает Пейдж справляться с сущностью Хранителя, не раз выручал и лечил сестер и их близких.

### Коул Тёрнер
Ко́ул Тёрнер (англ. Cole Turner) — бывший Хозяин Подземного Мира, бывший муж Фиби Холливелл, также состоял в Братстве Терновника (элитный отряд, который избирается самим Хозяином), посланник Хранителя Равновесия, возлюбленный Фиби Холливелл. Актёр: Джулиан Макмэхон.
Родился 19 января 1885 года в Калифорнии, мать — демоница, отец — обычный человек, политик Бенджамин Коулридж Тёрнер.
Коул появляется в третьем сезоне как помощник прокурора, который симпатичен Фиби. Они начинают встречаться. Через некоторое время Зачарованные узнают, что Коул — демон Бальтазар, которого послала Триада, чтобы войти в доверие к сёстрам и уничтожить их. Однако, Коул влюбился в Фиби и поэтому отказывается от намерения убить Зачарованных. Фиби тоже полюбила Коула и, несмотря на то, что Зачарованные всегда убивают демонов, спасает Коулу жизнь, обманывая при этом сестёр. Впоследствии Коул уверяет Зачарованных, что хочет побороть в себе зло и встать на сторону добра. Некоторое время это вызывает конфликты с демонической частью его сущности, затем Фиби удаётся приготовить зелье, которое сделает Коула человеком.
Коул помогает Зачарованным победить Хозяина, отняв у него силы с помощью Бездны, однако после заточении Бездны, силы Хозяина остаются у Коула. Теперь он — новый Источник Зла.
Фиби и Коул женятся. Коул — новый хозяин зла, и он хочет переманить свою жену, вынашивающую его сына, на сторону демонической организации. Сначала Фиби делает мучительный выбор в пользу своего мужа, чем повергает сестёр в шок. Однако в итоге стремление к добру побеждает, и Фиби после долгих сомнений и колебаний всё-таки помогает сёстрам убить Коула. Умирая, Коул признаётся Фиби в вечной любви.
После смерти Коул попадает в долину демонов, но душа не позволяет ему сразу исчезнуть, как другим демонам. Не теряя надежды вернуться, он постоянно убегает от Чудовища, обитающего в долине. Он находит способ связаться с Фиби и рассказывает ей о возможности вернуть его к жизни, но та отказывается ему помочь. Отчаявшись, Коул готов принять окончательную смерть от чудовища, но неожиданно получает силу умершего демона, и когда чудовище бросается на него, инстинктивно его убивает. Поняв, как собрать силы умерших демонов, он становится достаточно силён, чтобы вернуться. Фиби узнаёт о его возвращении, когда он меняет её местами с выстрелившим в неё охотником за ведьмами. Коул пытается убедить Фиби, что он вновь на стороне добра, но она непреклонна. Он пытается покончить с жизнью, но обнаруживает, что это невозможно.
В пятом сезоне перед Коулом обнаруживают своё присутствие Аватары. Надеясь использовать свои новые силы, чтобы быть вместе с Фиби, он принимает предложение стать одним из них. Став Аватаром, Коул создаёт другую реальность, где Пейдж погибает до того, как знакомится с сёстрами. Но Пейдж чихает в этот момент и перемещается в модифицированную реальность. Здесь Коул вновь Бальтазар, до сих пор муж Фиби и может быть убит. Был убит сёстрами в этой реальности.
В седьмом сезоне Пайпер, находясь в коме, встречает Коула, он хочет помочь ей вернуть Лео, наказанного Старейшинами за становление Аватаром. Он также говорит, что хочет, чтобы Фиби не оставляла попыток найти свою любовь. Выясняется, что всё это время Коул незримо был с Зачарованными. Когда Лео разговаривает с Пайпер, то она говорит, что ей помог «Старый друг».
Известно, что имеет дочь от Прю, которую зовут Пейтон.  Девочка появилась на свет, когда её родители умерли, хотя на самом деле они были между двумя мирами.  Прю и Коул отнесли младенца в церковь и отдали служанке, как это сделали Патти и Сэм с Пейдж.  Затем девочку удочерила бездетная семья.  Прю и Коул приходили к дочери, но в виде невидимых друзей.
В более взрослом возрасте, Пейтон узнала что владеет магией, она могла перемещать вещи и сфериться как демон.  Позже овладела магическими шарами.
Пейтон умерла в возрасте 28 лет, её убил демон Шекс, который когда-то убил её мать.  После смерти стала посланником Хранителя Равновесия, кем была Прю. Коул так же стал посланником.

### Уайтт Мэттью Холливелл
Уайтт Мэттью Холливелл (англ. Wyatt Matthew Halliwell) — первый сын Лео Уайатта и Пайпер Холливелл, старший брат Криса Холливелла. В сериале Уайатт показан в двух различных возрастах, и его играли три различных актёра. Близнецы Джейсон и Кристофер Симмонс исполняли роль трёхгодовалого Уайатта; актёр Уэс Рэмси исполнял роль двадцатипятилетнего Уайатта и появился лишь в четырёх сериях Зачарованных. Джейсон и Кристофер Симмонс исполняли роль Уайатта, начиная с конца пятого сезона.
Уайтт Мэттью Холливелл родился 27 ноября 2002 года, в день Викканского праздника огней. Согласно древнему пророчеству, говорящему о рождении особого, дважды благословенного ребёнка, который родится в Викканский праздник, когда три планеты выстроятся в одну линию, на небе будет Северное сияние, а вся магия исчезнет на один день. Уайатт стал этим дважды благословенным ребёнком, и одним из самых могущественных магических существ, когда-либо живших на Земле. Когда силы Зла узнали об этой беременности, и о той силе, которой обладает ребёнок, они попытались украсть ребёнка у его родителей, с тем, чтобы вырастить его в могущественную мессию зла. Сёстрам Холливелл удалось это предотвратить.
Имя Уайтта, первого мальчика в роду Холливеллов, нарушает семейную традицию называть детей с буквы «П». Его второе имя — Мэттью, которое он получил в честь своей тёти Пэйдж (фамилия её приёмных родителей была Мэтьюс). Уайтт мог использовать магию, ещё будучи в утробе. Он мог исцелять любые ранения своей матери и защищать её и себя при помощи силового поля и способности к ослаблению атак. Он мог управлять способностями своей матери, и превратил её молекулярное воспламенение в фейерверки и цветы. Когда Пайпер беспокоилась о своей беременности, Уайатту удалось вызвать дух её бабушки Грэмс (Пенелопы Холливелл) и сделать её осязаемой. Когда он почувствовал разногласие и недопонимание между родителями, то использовал свои силы, чтобы поменять личности Лео и Пайпер местами: Лео стал испытывать симптомы беременности, а Пайпер взяла на себя обязанности хранителя.
После рождения, Уайтт смог призвать дракона прямо с экрана телевизора и сделать его реальным. Это принесло много неприятностей как самому Уайатту, так и сёстрам Холливелл, поскольку привлекло внимание чистильщиков. Зачарованные смогли вернуть всё на свои места и заставили Чистильщиков вернуть им Уайтта. Также, Уайатту предсказывалось и владение легендарным мечом Экскалибуром. Но Пайпер не пожелала, чтобы Уайатт обладал такой силой, по крайней мере, пока ему не исполнится 18 лет. Вначале Уайатт не доверял новому хранителю Зачарованных, Крису, который оказался его младшим братом из будущего, пришедшего, чтобы спасти Уайтта. Будучи в настоящем, Крис защищал маленького Уайтта много раз, в том числе и от Гидеона, старейшины, который пытался уничтожить Уайтта.
Взрослый, двадцатипятилетний Уайтт, был однажды вызван из будущего в настоящее, в котором идёт действие сериала своей матерью и тётей Пэйдж, чтобы понять, почему у него появился воображаемый друг. Выяснилось, что его воображаемым другом оказался демон, которому удалось сделать Уайтта злым, но только на время. Благодаря Лео, которому удалось разбудить добрую часть души Уайтта, тот снова стал добрым. В конце сериала, сцена из будущего показывает, что Уайтт и его младший брат Крис готовят уничтожающее зелье вместе, что говорит о том, что они приняли дело борьбы со злом от своей матери и её сестёр.
Как дважды благословенный ребёнок, наследник Экскалибура и первый мальчик, рождённый в семье Холливелл, Уайтт обладает огромным спектром магических сил и способностей, как ведовских, так и способностей хранителей: силовое поле в форме пузыря; телекинез; сдавливание (возможность при помощи телекинеза сдавить любой предмет, например, задушить врага на расстоянии или сжать его сердце); телепортация; левитация; телекинетическое перемещение; исцеление; фотокинез; экстрасенсорные способности, позволяющие предугадать действия кого-либо и знать их точное местонахождение; призыв существ (способность призвать силой мысли любое существо, вне зависимости, где оно находится — это могут быть, люди, ведьмы, хранители, прочие магические существа и души умерших людей, а также кого-то из прошлого или будущего); проекция (способность через силу воображения манипулировать реальностью, способность создавать, превращать, деформировать, искривлять и изменять любую материю вплоть до материализования объектов и живых существ из ничего); отрицание активной силы (способность на время блокировать или свести на нет любую силу, например, невидимого заставить вновь стать видимым); способность использовать Экскалибур; молекулярная манипуляция (способность повелевать движением молекул вплоть до ускорения и замедления); сканирование информации (способен к примеру, за считанные секунды изучить содержание любой открытой книги, как сделал это на Книге Таинств); изменение голоса; энергетические волны; энергетические шары; электрокинез и пирокинез.
Вероятнее всего, один из источников огромной силы является кровь Хозяина — когда одержимый его сущностью Коул тайно склонял Фиби на сторону зла, он накормил её конфетой из пачки, в которых было зелье с его кровью, чтобы их ребёнок был гарантированно зачат демоном по ритуалу Оплодотворения (16 серия 4-го сезона). Но Пайпер съела одну конфету так же, при этом так же отправившись на короткий медовый месяц с Лео немного позже, и хотя она явно не успела невольно исполнить этот ритуал в срок, к тому же с партнёром, являющимся противоположностью злым демонам, возможно, зелье всё равно повлияло на будущего Уайтта, сделав его сильнее и при этом более уязвимым перед попытками сделать его злым.

### Крис Перри Холливелл
Кри́стофер «Крис» Пе́рри Хо́лливелл (англ.  Christopher «Chris» Perry Halliwell) — второй сын Лео Уайтта и Пайпер Холливелл, младший брат Уайтта Мэттью Холливелла. Актёр: Дрю Фуллер.
Родился в семье Пайпер Холливелл и Лео Уайатта 16 июля 2004 года.
Появляется в сериале, когда приходит в особняк Зачарованных и спасает сестёр от Титанов. Затем признался, что истинная цель его появления — не дать Уайтту стать в будущем злым. Отправил своего отца — Лео Уайтта,— в Вальхаллу и стал новым Хранителем сестёр. До 14 серии 6-го сезона представляется преимущественно как злой персонаж. Но позже выясняется, что Крис был вынужден скрывать, кто он на самом деле, дабы не изменить будущее в худшую сторону. Первой о том, кем он является на самом деле, узнала Фиби, а затем и Пейдж. Они втроём пытались воссоединить Пайпер и Лео, чтобы те зачали Криса.
Выполнив миссию, Крис должен был отправиться в будущее, но Гидеон помешал этому. Лео и Крис попали в параллельный мир, а злые из параллельного мира переместились на их место. Когда всё в итоге возвращается на свои места, Криса убивает Гидеон. Но, так как Крис умер в настоящем времени (ещё до своего рождения), в своём времени он остался в живых.
В седьмом сезоне приходит в видения Лео, как проводник по прошлому, чтобы осознать суть жизни. Последний раз появляется со своим старшим братом в эпизоде 8х22, чтобы разобраться, почему исчезла сила брата.
Встречался и был обручён с демоницей-феникс Бьянкой. Когда Бьянка вернулась за ним из будущего по поручению его злого брата, выкинул кольцо. Бьянку убил злой Уайтт в будущем.
Магические силы: телекинез; психокинез; телепортация; манипуляция с телепортацией (способен влиять на телепортации других существ, либо блокировать её, либо без ведома существа отправить в другое место нежели куда он собрался); фотокинез; эмпатия на уровне хранителя (может мысленно отыскать местонахождение конкретных личностей по их эмоциям); технокинез (способен манипулировать действия технологических машин), телекинетическая перемещение; проекция (способность воздействовать на предметы и людей без использования магии, а при помощи мысленной концентрации), сдавливание (возможность при помощи телекинеза сдавить любой предмет, например, задушить врага на расстоянии или сжать его сердце);

### Энди Трюдо
Э́нди Трюдо́ (англ. Andy Trudeau) — обычный человек, возлюбленный Прю Холливелл, детектив в местном отделении полиции (сезон: 1). Актёр: Тед Кинг.
Энди родился 4 июля 1970 года в Сан-Франциско. Дружил с Прю ещё с детства. Они учились вместе, так же он тайно был в неё влюблен, в студенческие годы стали встречаться, но из-за его службы отношения сошли на нет. Энди был женат, но его брак не продлился долго, ведь он продолжал любить Прю. Через несколько лет, когда Энди Трюдо, стал детективом в отделе № 712 полиции Сан-Франциско, он снова встретил Прю, и их отношения возобновились. В своей работе Энди сталкивался со многими необычными вещами, но когда он стал расследовать убийства женщин, связанных с оккультными науками, он заметил, что на месте преступления всегда оказывались сёстры Холливелл. Энди понял, что Прю от него что-то скрывает, но он никак не мог понять что и по этой причине у влюблённых постоянно возникали ссоры. В тайне от Прю, Энди стал собирать альбом, куда вклеивал всю информацию о сёстрах. Из-за своей любви к Прю, он часто прикрывал Зачарованных и в конце концов узнаёт тайну сестёр Холливелл. Энди тяжело принимает открывшуюся ему истину: ему трудно поверить в существование магических сил, в то, что его возлюбленная — ведьма; к тому же его мучают подозрения о причастности сестёр Холливелл к преступлениям. В конце первого сезона он объясняется с Прю, и ради любви к ней он готов принять её такой, какая она есть, Энди становится их помощником и закрывает все «странные» полицейские дела, в которых были замешаны сёстры. Но, в конечном итоге, он умирает от руки демона, пытаясь спасти жизнь Зачарованным.
Возвращение (в комиксах). Благодаря Ангелам Судьбы, Энди позволяют воссоединиться с Прю на Небесах.

### Деррил Моррис
Деррил Мо́ррис (англ. Darryl Morris) — обычный человек, детектив в местном отделении полиции, бывший напарник Энди Трюдо. Актёр: Дориан Грегори.
Деррил родился 19 сентября 1971 года. Работал в отделе № 712 полиции Сан-Франциско. Был знаком с сёстрами Холливелл, не подозревая, кем они являются на самом деле. Вскоре Моррис замечает связь сестёр со многими таинственными смертями. Когда Деррил узнаёт секрет Зачарованных, он понимает значимость их поступков и на протяжении сериала оказывает им большую помощь в том, чтобы помочь Зачарованным скрыть свою сущность от обычных людей. За это сёстры помогают Моррису получить повышение до лейтенанта. Деррил женат и имеет детей. С его женой Шейлой Зачарованные знакомятся в пятом сезоне. Семья Моррисов становятся частыми гостями в доме Холливелов, Шейла тоже знает о тайне сестёр. После нескольких событий, связанных с угрозой его жизни, как он из-за магии оказывается на электрическом стуле (в итоге сёстры успевают его спасти), Деррил отдаляется от Зачарованных. Вскоре они совсем перестают общаться друг с другом, однако в дальнейшем в результате некоторых событий Моррис и сёстры вновь помогают друг другу, хотя их дружеское общение при этом не восстанавливается.

### Билли Дженкинс
Би́лли Ри́та Дже́нкинс (англ. Billie Rita Jenkins) — молодая ведьма, вместе со своей сестрой Кристи составляет Великую Силу (сезон: 8). Актриса: Кейли Куоко.
Молодая ведьма, живущая у Зачарованных и обучаемая ими. С ней и её сестрой связана основная сюжетная линия восьмого сезона. Является второй частью Великой силы, которую составляет со своей сестрой. Обладает телекинезом, а также поистине редчайшей способностью: проекция, что позволяет ей делать почти всё, что угодно, а также перемещаться во времени. В конце восьмого сезона Билли, обманутая своей сестрой Кристи, попытается убить Зачарованных с помощью Бездны, которую в четвёртом сезоне Фиби и Провидица Сир заточили в недра гор. Но потом становится на сторону Зачарованных и убивает Триаду (тех, кто привлёк её и Кристи против Зачарованных), демона Домейна (слугу Триады) и саму Кристи, отказавшуюся перейти на сторону Добра.

## Периодические

### Петти Холливелл
Патриция (Петти) Холливелл (англ.  Patty Halliwell) — мать четверых ведьм-Зачарованных: Прю, Пайпер, Фиби Холливелл и Пейдж Мэтьюс, муж — Виктор Беннет, от которого родила первых трёх дочерей. Пейдж была рождена от романа с Сэмом — хранителем Патти. Актриса: Финола Хьюз
Родилась 5 апреля 1950 года в Сан-Франциско. Мать — Пенни Холливелл, отец — Алан Холливелл. Знала о своих силах с раннего детства. Изначально имела только силу «остановки времени», но, будучи беременной Фиби, получила также силу видеть будущее. Во время родов Фиби было видение о свадьбе Пайпер. Была замужем за обычным человеком Виктором Беннетом; мать Патриции была категорически против этого брака. Брак распался, Виктор ушёл из семьи. Позже у Патти был роман со своим хранителем Самуэлем Вилдером, от которого была рождена дочь Пейдж. Погибла в озере в схватке с Водным демоном, в летнем детском лагере (эпизод 2х08). Единственная, кто видел смерть Патти — её старшая дочь Прю. После смерти при встрече со своим бывшем мужем Виктором всё так же получала упреки в свой адрес от него же. Поводом был Самуэль Вилдер. Но смогла наладить с ним отношения.
После смерти часто приходила к Пенни по вечерам. По особым случаям (свадьба дочерей, благословение, обряд посвящения и т. д.) приобретала плоть и кровь.

### Пенелопа (Пенни) Холливелл
Пенело́па (Пенни) Хо́лливелл (англ. Penelope Halliwell) — бабушка Прю, Пайпер, Фиби Холливелл и Пейдж Мэтьюс, мать Пэтти Холливел (сезоны: 1-8). Актриса: Дженнифер Родс, Кара Зедикер (сезон 6, серия 11).
Обладает мощной силой телекинеза. Является основным автором Книги Таинств, которая благодаря её дополнениям увеличилась в несколько раз. Была замужем несколько раз. Дочь от первого брака — Пэтти Холливелл. В юношеские годы была сторонницей движения хиппи и не хотела заниматься магией. Но после смерти первого мужа, которого убила договорившаяся с демоном подруга Пенни, занялась магией всерьёз, посвятив большую часть жизни борьбе со злом. После смерти Пэтти, взяла на себя воспитание трёх внучек: Прю, Пайпер и Фиби. Девочки обычно звали её Грэмс.

### Виктор Беннет
Ви́ктор Бе́ннет (англ. Victor Bennett) — обычный человек, бывший муж Патриции Холливелл, отец Прю, Пайпер и Фиби Холливел (сезоны: 1, 3-8). Актёры: Энтони Деннисон (сезон 1), Джеймс Рид.
Родился 16 ноября 1949 года. Относительно того, почему развёлся с Патрицией, нет единой трактовки: в эпизоде «That ’70s Episode» говорится, что покинул семью, не сумев приспособиться к магической сущности жены и дочерей; в серии «Forever Charmed» выясняется, что Патриция сама бросила мужа из-за романа со своим хранителем Сэмом. Начал сближаться с дочерьми после того, как они открыли в себе Силу Трёх, и к концу 3-го сезона был в хороших отношениях со всеми тремя. В начале четвёртого сезона выяснил, что у Патриции и Сэма была дочь Пейдж, к которой стал относиться как к родной. Со временем, общаясь с духом Патриции, сумел с ней помириться. С тёщей, Пенелопой Холливелл всегда был в плохих отношениях. Заботился о Крисе и Уайатте, когда Зачарованные сымитировали свою смерть в конце седьмого сезона; внуки любят своего деда. У Виктора работа связана с частыми разъездами и поэтому у дочерей он появляется редко и неожиданно.

### Генри Митчелл
Генри Митчелл (англ. Henry Mitchell) — обычный человек, муж Пейдж Мэтьюс-Холливелл, полицейский в местном отделении полиции (сезон: 8:11 эпизодов). Актёр: Иван Сергей.
Генри родился 10 мая 1974 года, воспитывался в детдоме. Он не знает свою настоящую семью, а из-за того, что новые приемные родители каждый раз возвращали и отказывались от него, у Генри появился страх открытости и сближения с другими людьми, в том числе и Пейдж. Но позже он учится преодолевать этот страх.
Всегда был одиночкой, работает в полицейском участке. и\Именно благодаря этой работе и познакомился с Пейдж. Пейдж получает нового подзащитного, которого арестовывает Генри Митчел.
Однажды они стали заложниками в банке и, когда Генри пострадал, Пейдж исцелила его впервые.
Ему понравилась её улыбка и желание помогать людям, несмотря ни на что.
Узнав, что его возлюбленная ведьма, он не испугался, а, наоборот, принял её такой, какая она есть. Он даже сам порой помогает Пейдж бороться с демонами.
Сделал Пейдж предложение на мосту «Золотые ворота».
Женат на Пейдж Мэттьюз и является отцом их близнецов: Кейт и Тамары, чуть позже усыновляют мальчика, мать которого убили демоны. Он получает имя Генри-младший.
В комиксах мы видим, что Пейдж и Генри живут счастливо.

### Клэр Прайс
Клэр Прайс (англ. Claire Pryce) — начальница Прю (сезоны 1). Актриса: Кристин Роуз).
Очень боялась потерять своё место, поэтому была строга с подчинёнными, в частности, с Прю. Есть дочь Роза.

### Элиза Ротман
Эли́за Ро́тман (англ. Elisа Rothman) — начальница Фиби, главный редактор газеты «The Bay Mirror» (сезоны 4-8). Актриса: Ребекка Болдинг.
Жёсткая во всём, что касается сроков сдачи номера в печать, суровая в критике работы своих сотрудников, в том числе и Фиби. Однако она раскрыла в Фиби Холливелл талант журналистки, часто сквозь пальцы смотрит на её постоянные отлучки, переносы запланированных встреч и мероприятий. Есть сын Джим и дочь Хэзер.

### Кайл Броди
Кайл Бро́ди — агент ФБР (сезон: 7). Актёр: Керр Смит.
Кайл родился 9 декабря 1975 года. Знает о тайне Зачарованных изначально. Сначала сестры считают, что он хочет раскрыть их, в итоге он просит их помощи. Позже влюбляется в Пейдж. Категорично настроен против аватаров, так как считает, что они убили его семью. Перед смертью сотрудничает с Занку, после чего его убивает аватар. Он становится ангелом-хранителем.

## Эпизодические
В 178 сериях снялось огромное количество актёров в эпизодических ролях, в том числе и несколько приглашённых звёзд.

### Хозяин
Хозя́ин (англ. The Source of All Evil) — главный антагонист сериала «Зачарованные», Дьявол (в некоторых версиях перевода его называют Сатаной); точный перевод имени — Источник Всего Зла (сезоны:1—4, 8). Актёры: Майкл Бэйли Смит, Беннетт Гвиллари, Питер Вудвард, Джулиан МакМэхон, Дебби Морган.
Тысячи лет назад происходила борьба за власть в Подземном Мире между Занку и Хозяином. В схватке победил Хозяин, но он не убил Занку, а заточил его. Сотни лет назад изгнал из Подземного мира неверных ему злых существ, так как Геката, вампиры, волшебники, Кюзон, Джавна, а также большинство демонов, которые противостоят Зачарованным в первом сезоне сериала.
На протяжении первых четырёх сезонов тщетно пытался убить Зачарованных, однако потерпел поражение. Впервые о его существовании становится известно раньше, чем о его имени. В эпизоде 1х10 начальницу-демоницу Прю — Ханну Вебстер, охватило пламя, она закричала таинственное слово «Он». Стало ясно, что за ними стоит некто сильнее, но Зачарованные не придали этому значения. Ханна Вебстер и Рекс Баклэнд были первыми наёмными убийцами, которых послал Хозяин для убийства ведьм. Следующим посланником стал демон, известный больше как инспектор Родригес, которому удалось лишь убить Энди.
Впервые имя Хозяина упоминается демоном во втором сезоне. В третьем сезоне Триада под воздействием Хозяина посылает могущественного демона Бальтазара в обличии Коула Тёрнера, который должен убить Зачарованных. Но тот влюбляется одну из сестёр и не выполняет задание, более того — помогает Зачарованным. Вместо Бальтазара на борьбу с Зачарованными Хозяин посылает самого страшного демона высшего уровня — Шекса, которому удаётся убить Прю Холливелл, разрушив тем самы Силу Трёх. Но неожиданно объявляется новая сестра — Пейдж Метьюс, — Сила Трёх восстанавливается, а Шекс оказывается повержен. Хозяин, больше не доверяя никому, берётся за Зачарованных сам. Решающая битва происходит в эпизоде 4х13. Хозяин решается на крайний шаг — уничтожить Зачарованных при помощи Бездны — древнейшей материи, которая поглощает всё на своём пути, как только набирается сил. Коул Тёрнер впитывает Бездну, чтобы убить Хозяина. Хозяин побеждён.
Но оказывается, что сила, которую впитала Бездна, теперь находится в Коуле, который невольно становится новым Хозяином. Коул женится на Фиби, вместе они становятся правителями Подземного Мира. Пайпер и Пейдж удаётся убедить Фиби вернуться на сторону Добра и уничтожить Хозяина. Очередной Хозяин побеждён. Но теперь Хозяйкой становится Фиби, а точнее её ещё не родившийся демон-ребёнок, которого она носит. Провидица Сир колдовством переносит в себя этого ребёнка и становится Хозяйкой, но при помощи Силы Трёх она и ребёнок уничтожены.
В пятом сезоне на трон Хозяина покушался Барбас, которого уничтожила Пейдж. Так же по ходу сезона стать Хозяином пытались различные демоны. На протяжении 6—8 сезонов за власть никто не боролся. В седьмом сезоне в некотором смысле «Хозяином» становится Занку.
В восьмом сезоне при помощи Уайтта демоница Манди возродила Хозяина. Она хотела вместе с Хозяином править в Подземном Мире, однако Зачарованные уничтожили их обоих.

### Прочие
- Бальтазар (Сезон: 3-4,5) — демоническая форма Коула Тёрнера. Демон высшего уровня. Был послан Хозяином и Триадой для расправы с Зачарованными, однако его человеческая половина влюбилась в Фиби Холливелл, что помешало ему осуществить план.
- Барбас, актёр Билли Драго (сезоны: 1, 2, 5—7). Демон, способный видеть и оживлять страхи человека, обращая их против него же. В сериале появлялся несколько раз.
- Марк Чао, призрак, актёр Джон Чо (сезон 1, эпизод 4).
- Шэрон, актриса Бренда Бакки (сезон 1, эпизод 20).
- Бэйн, актёр Антонио Саббато-младший (сезон: 2) — смертный, находящийся под властью Демона страха Барбаса. Нанимает киллершу, которая должна убить сестёр.
- Литвак, актёр Стив Рейлсбэк(сезон 2, эпизод 15).
- Джинн, актёр Френч Стюарт (сезон 2, эпизод 22).
- Эймс, актёр Стив Валентайн (сезон 3, эпизод 11).
- Мистер Келлман, актёр Рон Перлман (сезон 3, эпизод 12).
- Гэммил, актёр Роберт Инглунд (сезон 4, эпизод 5).
- Лазарь, актёр Кулио (сезон 4, эпизод 15).
- Арманд, некромант, актёр Крис Сарандон (сезон 5, эпизод 21)
- Демон Алхимик, актёр Джон Кассир (сезон 7, эпизод 21).
- Гидеон, актёр Гилдарт Джексон (сезон: 6). Основатель и директор Школы Магии. Один из самых могущественных Старейшин, а также бывший наставник и старый друг Лео. Пытался убить Уайатта, чтобы тот не вырос в злого волшебника, но потерпел поражение. Был убит Лео в финале 6-го сезона.
- Занку, актёр Одед Фер (сезон: 7). Самый мощный демон Подземного мира. В период борьбы за власть Хозяин изолировал его. Из-за угрозы Аватар был освобождён демонами. В конце сезона украл Книгу Таинств и силы Зачарованных, но, впитав силу Нексуса, был уничтожен вместе с ним Силой Трёх.
- Инспектор Шеридан (сезон: 6, 7). Инспектор полиции, напарник Деррила Морриса. Став напарником Деррила, принялась разбираться в нераскрытых делах, где участвовали сёстры; смерти Прю Холливелл, Энди, инспектора Родригеса её заинтересовали особенно. Заподозрив сестёр, пыталась вывести их на чистую воду. В эпизоде 7х22 убита демоном Занку.
- Сир (Провидица), актриса Дебби Морган (сезоны: 4 и 12 серия 5-го). Демоница высшего уровня, неуязвима для магии ведьм, способна видеть будущее. Долгое время работала на Хозяина, но замахнулась на его место. Путём ритуала перенесла в себя ребёнка Фиби и Коула, но не смогла справиться с силой и самоуничтожилась вместе с демонами, помогавшими ей.
- Темпус, актёр Дэвид Кэррадайн (сезон: 1; снимался в одном эпизоде). Демонический колдун, способный управлять временем по своему усмотрению. Высокопоставленный демон, связаться с ним могут лишь демоны высшего уровня или непосредственно сам Хозяин. Избавиться от него можно лишь выкинув его из времени, в котором он находится.
- Триада (Сезон: 2, 3, 8) — три демона высшего уровня, которых практически невозможно уничтожить. Их существование могло прекращаться только на некоторое время. Впервые они были убиты Бальтазаром (Коулом Тёрнером) в 3 сезоне. В 8 сезоне манипулируют Кристи, внушая ей, что Зачарованные — зло. В конце 8 сезона были окончательно уничтожены Зачарованными.

#### Демоны
1-й сезон:
- Джереми — первый демон Зачарованных, забирал силы ведьм.
- Джавна — демон, отбирающий молодость у девушек.
- Перевёртыши — демоны, умеющие превращаться в любое существо, принимать любой вид.
- Геката — демоница, как и все демоны 1 сезона — низшего уровня; приходит на землю каждые 200 лет, с целью забеременеть и родить зло.
- Кали — злая волшебница, проклятая в её собственном измерении, жившая в отражении зеркал. Подослала к Зачарованным девушку с силой поджигания.
- Джэвин (Гэвин) — демон, пришедший из будущего для уничтожения людей, которые создадут вакцину против ему подобных.
- Мэтью Тэйт — демон, заточённый Мелиндой Уоррен в прошлом, вернулся в настоящее, чтобы забрать силы у Зачарованных.
- Рекс Бакленд и Ханна Вебстер — демоны, скрывавшиеся под обличием работников Аукционного Дома Бакленда, где работала Пруденс.
- Барбас — демон страха, неоднократно появлявшийся в сериале. Чтобы его победить, необходимо преодолеть свой страх.
- Вугимен (Нексус) — демон-тень (в 1 сезоне, в последующих — нейтральная сторона), силы ведьм не действуют. Его Обитель — особняк Холливеллов.
- Гэбриэл — демон войны, при помощи хрустального меча отбирает физическую силу для предстоящей схватки добра и зла.
- Николас — демон (колдун), заключил в прошлом с Пэтти Холливелл сделку о передаче ему магического дара Прю, Пайпер и Фиби.
- Гримлоки — демоны, питающиеся доброй аурой. Забирают зрение детей для улучшения собственного.
- Темпус — демон времени. Перемещается туда, куда ему захочется.
- Родригес — демон, который убил Энди Трюдо и пытался убить Зачарованных.

2-й сезон:
- Абраксис — первый демон за всю историю Зачарованных, который похитил Книгу Теней. Абраксис читает книгу наоборот, тем самым возвращает некоторых демонов, которых убили Зачарованные.
- Суккуб — демоница, похожая на Гекату, но убивает своих любовных партнёров, забирая тестостерон, тем самым создавая огромное потомство.
- Туафа — тёмная ведьма, заточённая в скалу Избранных; в 1999 году археологи нашли её и освободили.
- Коллекторы — демоны с острыми, как иглы, пальцами, втыкая их в висок, «отключают» жертву, забирая воспоминания.
- Дрози — демон ненависти, стремится убить любовь, антагонист Амура.
- Антон — могущественный демон, соблазняет добрых ведьм, делая их злыми.
- Тёмные хранители — демоны, уничтожающие добрых Хранителей особыми отравленными стрелами.
- Либрис — демон, убивающий людей, которые находят книги, в которых отражена реальная информация о демонах.
- Дракон (Dragon Demon) — его силу левитации украл Джин и передал её Фиби, и Дракон пришёл за ней к сёстрам Холливелл.
- Тёмный демон, англ. Darklighter, разновидность англ. Spirit Killer — демон, проклинавший на неудачу. Он всюду следовал за своей жертвой, невидимый для всех, в том числе и для жертвы. Нашёптывал жертве упаднические настроения и приводил к мысли о самоубийстве (исполнитель роли Арнольд Вослу).

3-й сезон:
- Оберегающие — демоны-духи, оберегающие злых людей. Уничтожить можно при помощи острого предмета, попав в руну на лбу.
- Балтазар (Бэльтазар) — полудемон (рожден демоницей от смертного) высшего уровня, как и все, охотился на Зачарованных. Правая рука Хозяина.
- Троксо — демон, способный становиться невидимым, но в холоде его сила ослабевает, и он становится видимым.
- Андрэс — демон ярости. С помощью своего дара усиливает злость жертвы.
- Триада — демоны высшего уровня. Три демона, образовавшие клан.
- Киркан — демон-алхимик, способен воскрешать и создавать души.
- Эймс — колдун, отбирающий магические силы путём убийства магического существа.
- Данталия (жрица) — темная жрица, проводит обряды обращения. Второй по счёту демон, который украл Книгу Таинств.
- Лукас — хранитель шкатулки грехов.
- Хозяин — демон, властелин всего зла в Подземном мире.
- Шекс — демон-ветер, слуга Хозяина, первый и последний, кому удалось убить Зачарованную.

4-й сезон:
- Оракул — демоница-слуга, служит у Хозяина. Предсказывает будущее по хрустальному шару. Спасла хозяина от уничтожения, закрыв его своим телом.
- Фурия — девушка-демоница, с помощью дыма может превращать других в фурий. Уничтожает злых людей криком их же жертв.
- Гэммил — демон, имеющий «жезл», который уменьшает людей, затем он обжигает их в печи с глиной, тем самым превращая их в статуэтки.
- Охотники за сокровищем — демоны низшего уровня, похищающие наделенных силой смертных, чтобы обратить в демонов, за что получают оплату от Хозяина
- Лудлоу — руководитель академии, в которой юных магов обучают служению Хозяину.
- Хамелеон — ещё один слуга Хозяина, может превращаться во что угодно.
- Дэвлин — колдун, похищающий Муз, тем самым получает вдохновение.
- Крысы — демоны, способные превращаться в крыс.
- Сир — демоница высшего уровня, видит будущее очень точно.
- Лазари — демоны, которые могут восставать из мёртвых, если не похоронить их прах на кладбище.

5-й сезон:
- Морская колдунья — колдунья, которая дарит русалкам человеческое обличье, взамен на их бессмертие.
- Некрон — демон из разряда немертвых. Застрял на черте жизни и смерти. Очень могущественный, питается чужими жизнями. Для того чтобы навсегда стать живым, заключил сделку с морской колдуньей, которая обещала ему бессмертие русалки.
- Злая ведьма из сказочного зеркала — ведьма, которая пыталась уничтожить Зачарованных с помощью сказок, и ей это почти удалось.
- Сирена — демоница, которая очаровывает женатых мужчин песнями сирен и убивает, сжигая легкие при поцелуе, а их жён просто убивает.
- Крон — демоница, которая с помощью тотема Трёх Мудрых Обезьян крадёт голос Пейдж, слух Фиби и зрение Пайпер, делая Зачарованных уязвимыми, чтобы подобраться к Уайатту.

6-й сезон:
- Гит — демон иллюзионных миров.
- Сёстры Стилман — три злые ведьмы, которые присвоили судьбу сестёр Холливелл себе.
- Мордант — демон, который пытался заполучить Эскалибур.
- Бьянка — демоница — феникс из будущего, невеста Криса.
- Слизень — зелёная слизкая тварь, охватившая особняк сестёр.
- Паучиха — демоница, питается магией колдунов.

7-й сезон:
- Дато (Давид) — Колдун, который обладал мечом.
- Сабина — Ведьма иллюзий.
- Алхимик